# 有価証券 (日本法)
有価証券（ゆうかしょうけん）は、日本における通説では、財産的価値のある私権を表章する証券で、その権利の移転または行使に証券を要するものをいう。この定義はドイツの通説などとは異なるが、日本の通説は株券を有価証券に含めるべく権利の移転を権利と証券の結合に取り込んで解釈している。

## 有価証券の規律
日本法における有価証券について従来は民法と商法に数か条の規定が分かれて存在し、改正前民法は有価証券法理と抵触する点も多く、厳密には有価証券の規定ではなく債権の譲渡・行使と証書の存在とが密接に関連している債権についての規定と解されていた。これらが2017年に成立した改正民法により民法第3編第7節の「有価証券」にまとめられ有価証券の一般的な規律として整備された。
なお、手形法及び小切手法は民法の特別法にあたるため手形や小切手にはこれらの特別法が優先して適用される。

## 有価証券の類型

### 指図証券
指図証券とは、債権者を指名する記載がされている証券で特定の債権者またはその人から指図された人（指図人）に弁済すべき証券をいう。手形及び記名式小切手がこれにあたる（ただし手形法・小切手法が優先して適用される）。
裏書と証券の交付は、改正前の民法469条では「指図債権の譲渡は、その証書に譲渡の裏書をして譲受人に交付しなければ、債務者その他の第三者に対抗することができない」とされていたが（対抗要件）、改正後の民法520条の2は「指図証券の譲渡は、その証券に譲渡の裏書をして譲受人に交付しなければ、その効力を生じない」と規定された（効力要件）。

### 記名式所持人払証券
記名式所持人払証券とは、債権者を指名する記載がされている証券であって、その所持人に弁済をすべき旨が付記されているものをいう（民法520条の13）。選択持参人払式小切手（記名持参人払式小切手、選択無記名式小切手）がこれにあたる（ただし小切手法が優先して適用される）。
改正民法では記名式所持人払証券の譲渡について証券の交付が効力要件とされた（民法520条の13）。

### その他の記名証券
債権者を指名する記載がされている証券であって指図証券及び記名式所持人払証券以外のもの（その他の記名証券）は民520条の19に規定されている。裏書禁止船荷証券がこれに含まれる。また指図禁止小切手もこれにあたる（ただし小切手法が優先して適用される）。
改正民法ではこれらの証券の譲渡については債権の譲渡（通常の指名債権の譲渡）の方式に従うとされた（民法520条の19）。

### 無記名証券
無記名証券とは、証券に特定人を債権者として指名する記載がなされておらず、その所持人を債権者として弁済すべき旨が付記されているものをいう。乗車券や商品券などである。また持参人払式小切手（無記名式小切手）がこれにあたる（ただし小切手法が優先して適用される）。
改正民法では無記名証券には記名式所持人払証券の規定を準用するとした（民法520条の20）。
2017年の改正前の民法では「無記名債権」といい動産とみなす規定があった（改正前民法86条3項）。そのため文理上は譲渡の意思表示が効力要件（改正前民法176条）、証券の交付（引渡し）が対抗要件（改正前民178条）であった。しかし改正民法で証券の交付が効力要件となった（民法520条の20・520条の13）。